# Мошенничество (фильм, 1982)
«Мошенничество» (англ. «Hanky panky» — буквально переводится как «ширли мырли») — криминальная комедия режиссёра Сидни Пуатье.

## Сюжет
Архитектор Майкл Джордан (Джин Уайлдер) волею случая становится участником событий, которые связаны с государственной тайной. Попытка завладеть государственной тайной, в виде компьютерной плёнки, оборачивается в череду покушений и убийств, а также в погоню за Майклом Джорданом и примкнувшей к нему Кейт Хэллман (Гилда Раднер). Они завладевают плёнкой и пытаются доставить её в государственную службу безопасности. Эту плёнку у них пытаются забрать убийцы. В итоге убийцы погибают, оба героя свободны, а плёнка возвращается к начальнику службы безопасности Хираму Колдеру (Роберт Проски).

## В ролях
- Джин Уайлдер — Майкл Джордан
- Гилда Раднер — Кейт Хэллман
- Кэтлин Куинлан — Джанет Данн
- Роберт Проски — Хирам Колдер
- Джозеф, Саммер — Эдрин Прюитт
- Ричард Уидмарк — участник выкупа
- Уильям Сэдлер — клерк в отеле